# Congrés dels Demòcrates de Sud-àfrica
El Congrés dels Demòcrates de Sud-àfrica (South African Congress of Democrats en anglès) (SACOD) va ser una organització radical, d'esquerres, de blancs i anti-apartheid fundada a Sud-àfrica a finals del 1953 com a part del moviment multiracial Congrés dels Aliats. L'establiment del COD era un intent de mostrar l'oposició d'alguns sectors de raça blanca al govern apartheid instaurat al país després de la victòria del Partit Nacional després de les eleccions de 1948. El COD es va identificar molt amb el Congrés Nacional Africà, reclamant el sufragi universal i la igualtat racial.
Tot i ser petit, el COD va ser un membre clau del Congrés dels Aliats. Aquesta organització va prendre part en totes les campanyes organitzades pel Congrés dels Aliats fins a la seva il·legalització el setembre de 1962.

## Relació amb l'ANC i el SACP
El Congrés Nacional Africà (ANC) veia el COD com una via per acostar-se directament a l'opinió pública blanca. Així, com va escriure Nelson Mandela, "El COD representa una funció simbòlica pels africans; negres que havien pres part en la lluita perquè eren anti-blancs, descobreixen que hi ha blancs que tracten als africans com a iguals." Tot i que el COD no era per si mateix una organització comunista, molts dels membres de l'il·legalitzat Partit Comunista de Sud-àfrica (SACP) van unir-se al mateix COD.

## Membres
El COD mai va tenir més de 700 membres, trobant-se la majoria d'ells entre Johannesburg i Ciutat del Cap. Alguns dels membres que van formar part del COD són:
- Michael Harmel
- Bram Fischer
- Joe Slovo
- Ruth First
- Denis Goldberg
- Albie Sachs
- Ben Turok
- Lionel Bernstein
- Hilda Bernstein
- Arthur Goldreich
- Helen Joseph
- Eve Hall
- Tony Hall